# Latające misie
Latające misie / Małe latające niedźwiadki (chor. Leteći medvjedići, ang. The Little Flying Bears) – chorwacko-kanadyjski serial animowany wyprodukowany przez Zagreb Film i CinéGroupe w latach 1990–1991.
Kreskówka ma wydźwięk proekologiczny. Głównym tematem serialu jest walka o ochronę natury.

## Fabuła
Serial opowiada o przygodach grupy małych misiów, które potrafią latać dzięki skrzydłom i mieszkają w magicznym drzewie.

## Postacie

### Pozytywne
- Chwatek / Waldek[a] (ang. Walt) – niebieski miś z czuprynką tego samego koloru i z białym brzuchem. Ma czerwono-pomarańczowo-żółte skrzydła. Zakochany w Tyci. Możliwe, że jest bratem Słodziaka i Mędrusia.
- Tycia / Tina[a] (ang. Tina) – pomarańczowy miś z blond kitką i żółtym brzuchem, a we włosach ma zielony kwiat i nosi zielony naszyjnik. Ma niebieskie skrzydła w trzech odcieniach. Zakochana w Chwatku. Możliwe, że jest siostrą Morelki i Malinki.
- Mędruś / Jędrek[a] (ang. Jason) – czerwony miś z żółtą czuprynką i białym brzuchem. Ma zielone skrzydła w trzech odcieniach. Jest najodważniejszy ze wszystkich latających misiów. W wolnych chwilach pracuje w gospodzie, gdzie jest barmanem. On jest bliźniaczym bratem Słodziaka. Możliwe, że jest zakochany w Morelce.
- Słodziak / Jaś[a] (ang. Josh) – beżowy miś z brązową czupryną i białym brzuchem. Ma fioletowe skrzydła w trzech odcieniach. Lubi gry i zabawy podwórkowe. Zakochany w Malince. Jest bratem Mędrusia.
- Morelka / Brezylka[a] (ang. Lotus) – różowy miś z jasnoróżowym brzuchem. We włosach ma wianek z zielonych kwiatów i nosi niebieski naszyjnik. Ma czerwono-pomarańczowo-żółte skrzydła. Ma talent do rzeźbienia. Ona jest bliźniaczą siostrą Malinki. Możliwe, że jest zakochana w Mędrusiu.
- Malinka / Jaśminka[a] (ang. Jasmine) – różowy miś z jasnoróżowym brzuchem. We włosach ma wianek z niebieskich kwiatów i nosi niebieski naszyjnik. Ma czerwono-pomarańczowo-żółte skrzydła. Uwielbia pisać piosenki. Zakochana w Słodziaku. Jest siostrą Morelki.
- Platon / Platon[a] (ang. Plato) – szary niedźwiedź, opiekun latających misiów. Bardzo mądry.
- Śpioch / Puchacz[a] (ang. Ozzy) – puchacz, przyjaciel latających misiów. Często zestresowany.
- Fruzia (ang. Fluffy) – wiewiórka, przyjaciółka latających misiów. Uwielbia zabawę w berka.
- Kicek (ang. Jumpy) – niebieski zając, przyjaciółka latających misiów. Bardzo ciekawska i energiczna.
- Markus – czerwona żaba, przyjaciel latających misiów. Lubi nurkować.
- Filip i Lilian – dwa niebieskie ptaki z zielonymi ogonami i czuprynami. Są małżeństwem. Prawie zawsze są razem.
- Różynka / Różyczka[a] – wróżka jeż. Pojawia się m.in. w odcinku Leśna wróżka i Inwazja. Posiada magiczne moce.

### Negatywne
- Chytrzak / Szachraj[a] (ang. Skulk) – łasica, nie lubi latających misiów. Bardzo chce zdobyć ich zapasy.
- Łasek / Psotnik[a] (ang. Sammy) – mało inteligentny wspólnik Chytrzaka.
- Syk / Zwijaczek[a] (ang. Slink) – mało inteligentny wąż. Drugi wspólnik Chytrzaka.
- Gryzelda / Gryzelda[a] (ang. Grizelda) – wielki misiożerny pająk.
- / Spryciarz[a] (ang. Spike) – szczur z miasta. Ma dwóch podwładnych.

## Obsada (głosy)
- Walter Massey – Platon
- Teddy Lee Dillon – Słodziak
- A.J. Henderson
- Rick Jones –
  - Śpioch
  - Syk
- Pauline Little –
  - Malinka
  - Morelka
- Terrence Scammell – Chytrzak
- Jeff Lumby – Mędruś (1 głos)
- Ian Finlay – Mędruś (2 głos)
- Jessalyn Gilsig – Tycia
- Arthur Holden – Chwatek
- Kathleen Fee – Gryzelda

## Wersja polska
W Polsce serial był emitowany w wersji lektorskiej w pasmie wspólnym TVP Regionalnej do 16 października 1997 roku. Premiera polskiej wersji dubbingowej odbyła się 23 czerwca 2002 roku w TVP1, a ostatni odcinek wyemitowano 16 marca 2003. Serial następnie był powtarzany na kanale TVP Polonia do 3 października 2004.

### Wersja lektorska
Istnieją dwie wersje: pierwsza wydana na VHS pod tytułem Małe latające niedźwiadki i druga emitowana w TV Regionalnej pod koniec lat 90, ale pod nazwą Latające misie.

#### Wersja pierwsza (VHS)
Dystrybucja w Polsce: Cass Film

Opracowanie i udźwiękowienie wersji polskiej: PaanFilm Studio Warszawa

Czytał: Lucjan Szołajski

#### Wersja druga (TVP Regionalna)
Opracowanie i udźwiękowienie wersji polskiej: MediaFilm Szczecin

Tekst polski: Bronisław Kwaśny

Czytała: Katarzyna Tokarczyk

### Wersja dubbingowa
Opracowanie i udźwiękowienie wersji polskiej: Studio Sonica na zlecenie Op-Art

Reżyseria: Krzysztof Kołbasiuk

Współpraca reżyserska: Marek Robaczewski

Dialogi polskie: Agata Kubasiewicz

Dźwięk i montaż: Ilona Czech-Kłoczewska

Organizacja produkcji:
- Agnieszka Sokół
- Elżbieta Kręciejewska

Wystąpili:
- Krystyna Kozanecka - Tycia
- Janusz Zadura - Chwatek
- Włodzimierz Bednarski - Platon
- Mariusz Czajka - Łasek
- Tomasz Marzecki - Chytrzak
- Mieczysław Morański - Syk

oraz:
- Anna Apostolakis - Morelka
- Izabela Dąbrowska - Malinka
- Beata Kawka
- Józef Mika
- Marcin Rudziński
- Kacper Kuszewski - Słodziak
- Roman Szafrański
- Aneta Fedorowicz
- Karina Szafrańska
- Tomasz Jarosz

i inni
Kierownictwo muzyczne: Marek Krajzler

Teksty piosenek: Marek Robaczewski

Śpiewali:
- Czołówka oraz piosenka z odcinka 1 - Ewa Lorska
- Piosenka Tyci - Anna Apostolakis
- Deszczowa piosenka - Tomasz Marzecki i Mariusz Czajka
- Piosenka uwięzionego Słodziaka - Kacper Kuszewski

## Odcinki
| Nr  | Tytuł angielski                | Tytuł polski (wersja lektorska z TV Regionalnej) | Tytuł polski (wersja dubbingowa) |
| --- | ------------------------------ | ------------------------------------------------ | -------------------------------- |
| 01. | Keep Out                       |                                                  | Zbiory                           |
| 02. | Attack Of The Scarlet Serpents |                                                  | Atak czerwonych węży             |
| 03. | The Juice Festival             |                                                  | Festiwal soków                   |
| 04. | Black Cloud                    |                                                  |                                  |
| 05. | Runaway Truck                  |                                                  | Pora godowa                      |
| 06. | Hurray! For Eggs               | Niech żyją jajka                                 | Hurra! Dla jajek                 |
| 07. | A Birthday To Remember         |                                                  | Urodziny Chytrzaka               |
| 08. | The Traps                      | Pułapka                                          | Pułapki                          |
| 09. | The Forbidden Flower           | Zakazany kwiat                                   | Zakazany kwiat                   |
| 10. | The White Rain                 |                                                  | Biały deszcz                     |
| 11. | The Bears Christmans           | Boże Narodzenie misiów                           |                                  |
| 12. | Sore Losers                    |                                                  | Zawody                           |
| 13. | The White Bear                 |                                                  | Biały miś                        |
| 14. | The Fountain Of Youth          | Źródło młodości                                  | Fontanna młodości                |
| 15. | The Monster In The Mountain    | Potwór z gór                                     | Potwór z gór                     |
| 16. | The Great Drought              | Wielka susza                                     | Wielka susza                     |
| 17. | The Lumber Barons              | Baronowi drwale                                  | Zabawa w drwala                  |
| 18. | The Wood Fairy                 | Leśna wróżka                                     | Leśna wróżka                     |
| 19. | The Costume Ball               |                                                  | Bal kostiumowy                   |
| 20. | Hide And Seek                  | Ukryj i szukaj                                   | Podchody                         |
| 21. | The Big Sting                  | Wielkie żądło                                    | Walka z komarami                 |
| 22. | The Reluctant Hero             | Przymusowy bohater                               | Bohater na dwa dni               |
| 23. | The Virus                      | Wirus                                            | Wirus                            |
| 24. | Dr. Skulk                      | Doktor Szachraj                                  | Doktor Chytrzak                  |
| 25. | A Gift From Space              | Prezent z nieba                                  | Prezent z kosmosu                |
| 26. | Sing For The Rain              | Zaklinanie deszczu                               | Deszczowe piosenki               |
| 27. | The First Encounter            | Pierwsze spotkanie                               | Pierwsze spotkanie               |
| 28. | The Rats                       | Szczury                                          | Szczury                          |
| 29. | The River Rescure              | Akcja ratunkowa                                  | Ratujmy naszą rzekę              |
| 30. | The Storm                      |                                                  | Ochrona środowiska               |
| 31. | The Rats Revenge               | Szczurza zemsta                                  | Zemsta szczurów                  |
| 32. | The Outsider                   | Obcy                                             | Rosomak                          |
| 33. | Capture The Sun                | Ujarzmienie słońca                               | Bateria słoneczna                |
| 34. | Prescription For Pandemonium   | Recepta na bezprawie / Szachraj lekarzem         | Potworne zamieszanie             |
| 35. | Sabotage                       | Sabotaż                                          | Sabotaż                          |
| 36. | The Visitor                    | Gość                                             | Gość                             |
| 37. | Invasion                       | Inwazja                                          | Inwazja                          |
| 38. | Power To Spare                 | Moc do podziału                                  | Reaktor jądrowy                  |
| 39. | Fire Bug                       | Podpalacz                                        | Podpalacz                        |